# Sentier des Aubépines
Le sentier des Aubépines (en néerlandais: Hagedoornpad) est une rue bruxelloise de la commune d'Auderghem situé dans le quartier Transvaal qui relie la rue Georges Huygens et la rue Henri Deraedt sur une longueur de 50 mètres.

## Historique et description
Elle fut créée en 1958 lorsque l’on traça les rues entourant le sanatorium Prince Charles.
Les trois rues du nouveau quartier reçurent les noms d’anciens échevins, un par parti politique, tandis que les deux sentiers – trop modestes – devinrent donc sentiers des Aubépines et des Lilas.
Le sentier passait au beau milieu d’une propriété que Marie de Gomrée de Morialmé avait léguée à la commune, avant la Première Guerre mondiale.

### Origine du nom
Le Crataegus est un genre d'arbres ou arbustes épineux de l'hémisphère nord, appartenant à la famille des Rosacées, communément appelés des aubépines.

## Inventaire régional des biens remarquables

### Maria Gomrée de Morialmé (1847-1915)
Maria de Gomrée de Morialmé fut l'épouse d'Alfred-Casimir et la mère de Charles Madoux.
Elle céda des terrains entre le sentier no 72, la rue du Transvaal, la chaussée de Wavre et l’avenue Hugo van der Goes à la commune pour y construire un home pour personnes âgées.
La première pierre du bâtiment fut posée en 1912. L’entrée se trouvait côté chaussée de Wavre.

### Sanatorium Prince Charles
La Première Guerre mondiale empêcha le démarrage de cette maison de repos. Vu la nécessité urgente de soigner les enfants malades après-guerre, la Ligue Nationale Belge contre la Tuberculose adapta le bâtiment et l’acquit par la suite, en 1923. Des enfants atteints par le bacille de Koch y furent soignés pendant plus de trente ans. L’institution reçut le nom du plus jeune fils du Roi et devint Sanatorium Prince Charles.
Marguerite Brassine, épouse de Charles Madoux, allait le diriger pendant des années. Pendant la Seconde Guerre mondiale, elle y hébergea des enfants juifs pour les sauver des poursuites des nazis.
Le sanatorium ferma ses portes dans le courant des années 1950. Le sanatorium déménagea en 1956 à Limal. Les bâtiments restés vides servirent à accueillir des Hongrois réfugiés après l’insurrection contre le régime communiste.
En 1958, une partie de la propriété fut lotie. On y bâtit un nouveau quartier avec les rues Bouvier, Deraedt, Huygens et les sentier des Aubépines et des Lilas.

### Home Reine Fabiola
La commune saisit l'occasion pour le racheter en 1961 et y ouvrir, en 1969, la maison de repos Home Reine Fabiola.
Les désirs exprimés naguère par Maria de Gomrée furent ainsi enfin respectés.[réf. souhaitée]

## Galerie

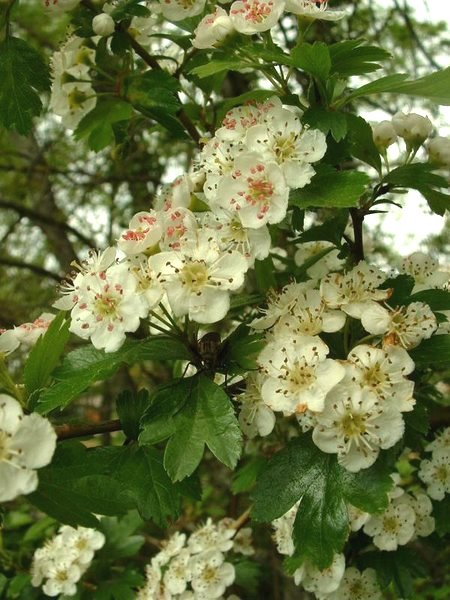
fleur - aubépine